# Dominik Kaiser (Unternehmer)
Dominik Kaiser (* 29. Oktober 1969) ist ein Schweizer Film-, Fernseh-, Musikproduzent und Unternehmer.

## Leben
Dominik Kaiser wuchs in Thalwil auf, sein Vater war Besitzer einer Sägerei. Er machte eine Lehre als Radio- und Fernsehelektriker. Seine erste Firma gründete er im Alter von 16 Jahren. Er importierte Atari-ST- und Commodore-Amiga-Computer in die Schweiz.
Er war Mitbesitzer von zwei Musiklabels (Energetic Records und Elevator Music). Als Executive Producer erhielt er diverse Auszeichnungen. Darunter 2× Gold, 6× Platin und 2× Gold & Platin Awards. Er war Mitveranstalter von Musikevents wie die Street Parade in Zürich und ist ehemaliger Geschäftsführer von VIVA Plus mit rund 80 Mitarbeitern in Köln. Da war er für den Neustart des Senders verantwortlich. Er beriet ausserdem TV-Sender wie ProSieben und Sat1 oder Musiksender wie VIVA und MTV in Deutschland. Als unabhängiger TV-Unternehmer hat Dominik Kaiser für das Schweizer Fernsehen über 320 Folgen entwickelt und produziert und war 2003 Produzent des Kinospielfilms The Ring Thing, eine Schweizer Parodie auf Der Herr der Ringe. Er hat zwei Bücher über Jugendmarketing veröffentlicht und war bis 2007 Verwaltungsrat und Aktionär von Ruf Lanz Werbeagentur AG in Zürich.
Im Herbst 2006 startete er als Initiant, Hauptaktionär und Geschäftsführer 3+, den grössten Schweizer Privat-TV-Sender. 2009 gewann er mit 3+ den Swiss Economic Award im Bereich Dienstleistungen.  3+ erreichte in der Primetime etwa gleich viele Zuschauer wie Sat1. 2012 kündigte Dominik Kaiser einen Ausbau der Sendergruppe für die Schweiz mit dem Sender 4+ an. Der Sender startete am 9. Oktober 2012.
Im Oktober 2019 verkaufte Kaiser die 3 Plus Group AG mit deren Sendern 3+, 4+, 5+ und 6+ an CH Media.